# Estauropégico
Estauropégico ou Estavropégico é um título ou descrição aplicado a monastérios ortodoxos e católicos do Oriente subordinados diretamente ao patriarca ou sínodo, ao invés de seu bispo local. Deriva da tradição bizantina chamada estauropégio (em grego: σταυροπήγιο; romaniz.: staurapégion, stauros, "cruz", e pegio, "afirmar"), que consistia na convocação do patriarca para colocar uma cruz na fundação de tais mosteiros. Mosteiros estauropégicos devem ser distinguidos dos mosteiros maiores, chamados lavras, e dos metóquios, que consistem em estabelecimentos monásticos subordinados a um mosteiro maior independente.